# シャルル・ルヌヴー

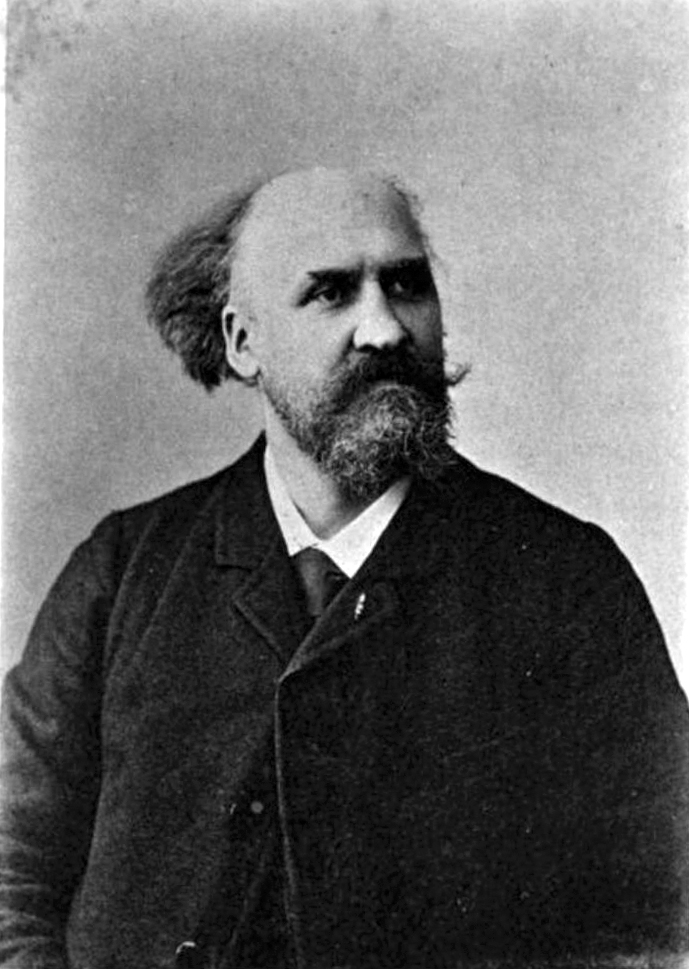
シャルル・ルヌヴ

シャルル・フェルディナン・ルヌヴー（Charles Ferdinand Lenepveu, *1840年10月4日 ルーアン - 1910年8月16日 パリ）はフランスの作曲家・音楽教師。

## 略歴
パリ音楽院でアンブロワーズ・トマに師事し、1865年にローマ大賞を受賞。ローマ遊学中に完成させたオペラ＝コミック《フィレンツェの男（フランス語: Le Florentin）》により、1868年のオペラ・コミック座のオペラ作曲コンクールに入賞し、1874年には同作のパリ初演を果たした。ルヌヴーの音楽は、決して流行に乗って成功したわけではなかったが、フランスの国境を越え、例えばシャトーブリアンの『殉教者（Les Martyrs）』を原作とする2作めの歌劇《ヴェレダ（Velléda）》は、1882年にロンドンのコヴェント・ガーデン歌劇場で初演されている。1880年よりパリ音楽院で和声法と作曲を指導し、1894年にエルネスト・ギローの後任として作曲法の教授に任命された。門下にポール・バズレールやフィリップ・ゴーベール、ポール・ピエルネ、アンドレ・カプレらを擁する。
1878年にクレッサン賞（Prix Cressent）の審査員を務める。1887年にレジオンドヌール勲章を授与され、1896年には恩師トマの後任として芸術アカデミーの正会員に迎えられた。
ルーアンにはルヌヴーと名付けられた街路がある。

## 作品
5つの歌劇のほかに、2つのレクィエムや《婚礼のミサ曲》などの多数の合唱曲や、ピアノとオーケストラのための協奏的作品を手懸けた。
- 歌劇《フィレンツェの男》 （Le Florentin, opéra）
- 歌劇《ヴェレダ》 （Velléda, opéra）
- 抒情劇《ジャンヌ・ダルク》 （Jeanne d'Arc, drame lyrique） （1886年6月1日にルーアン大聖堂にて上演）
- ジャンヌ・ダルクのための勝利の頌歌 （Ode triomphale à Jeanne d'Arc）
- 抒情的情景《イーピゲネイア》 （Iphigénie, grande scène lyrique）
- 葬礼と勝利の賛歌 （Hymne funèbre et triomphal）